# Bärbel Koribalski
Bärbel Silvia Koribalski, avstralska astronomka in astrofizičarka, * 1946.
Koribalskijeva je članica Australia Telescope National Facility (ATNF), raziskovalne ustanove za radijsko astronomijo v Eppingu, Novi Južni Wales, Avstralija. Doktorirala je na Univerzi v Bonnu leta 1993.
Galaksija NGC 1808 je veljala za normalno. Opazovanja Koribalskijeve so pokazala, da gre za aktivno
galaksijo, Seyfertovo galaksijo. S 3500 mm daljnogledom je Koribalskijeva na Evropskem južnem observatoriju (ESO) v La Silli fotografirala galaksijo NGC 1808, ki je telo z navideznim sijem 10m v ozvezdju Goloba (Columba). Proučevala je njeno jedro in področja v njegovi okolici, pri čemer je odkrila svetla področja HII v bližini središča galaksije, skupaj s plinskim obročem ostankov supernov in drugimi območji medzvezdne snovi, ki z neverjetno hitrostjo krožijo okrog jedra. Našla je tudi curek plinov, ki se širi v halo galaksije. Vsi ti pojavi kažejo na visoko aktivnost galaksije, ki jo najverjetno povzroča črna luknja v njenem središču.